# 嘉義市西區區公所
嘉義市西區區公所（簡稱：西區區公所、西區公所；英文：West District Office, Chiayi City）是嘉義市政府在嘉義市西區的派出機關，在中華民國政府架構中屬於區公所位階，上級業務監督機關為嘉義市政府。

## 沿革
- 1945年（民國34年），中華民國接管臺灣，當時臺灣省行政長官公署分設9個省轄市，與2個縣轄市，嘉義市為9省轄市中的三等省轄市，直隸臺灣省政府。
- 1950年（民國39年）調整行政區域，全省劃分為16縣5省轄市1管理局，而嘉義市被改為縣轄市，各項經費短絀，影響建設
- 1982年（民國71年）7月1日，在地方人士及市政府多年奔走下，嘉義市再改制為省轄市，成立嘉義市政府。
- 1990年（民國79年）10月6 日成立東、西區公所，並成立嘉義市西區區公所[1]。

## 組織架構
嘉義市西區區公所所轄組織，在區長及秘書之下，設有3課、3室。
- 嘉義市西區區長（一名，由應屆市長任命）
  - 嘉義市西區秘書

### 內部單位
| - 民政課 - 社建課 - 兵役課 | - 會計室 - 人事室 - 行政室 |

## 區長
嘉義市西區區長職位係由嘉義市市長任命，其任期為無任期保障。在嘉義市西區自1990年成立迄今已有6任區長。
| 屆次 | 任次 | 姓名   | 備註               |
| ---- | ---- | ------ | ------------------ |
| 1    | 1    | 陳基本 | 嘉義市西區首任區長 |
| 2    | 代理 | 黃慶順 |                    |
| 3    | 2    | 謝輝國 |                    |
| 4    | 3    | 馮德勝 |                    |
| 5    | 4    | 林建宏 |                    |
| 6    | 5    | 柯國振 |                    |
| 7    | 6    | 許猛欽 |                    |
| 8    | 7    | 黃浩君 |                    |
| 9    | 8    | 柯國振 | 現任               |

## 外部連結
- 嘉義市西區區公所（页面存档备份，存于）（繁體中文）
- 嘉義市政府（页面存档备份，存于）（繁體中文）